# Otto Eugen Schulz
Pour les articles homonymes, voir Schulz.
Otto Eugen Schulz est un  botaniste allemand, né le 31 octobre 1874 à Berlin et mort le 17 février 1936. Il écrit des œuvres importantes sur la famille des Brassicaceae (les Crucifères), beaucoup d'espèces dans cette famille portent son nom comme autorité, ainsi que sur les Erythroxylaceae.